# Маркиньос (футболист, р. 1999)
Хосе Маркос Коста Мартинс (на португалски: José Marcos Costa Martins), по-известен като Маркиньос (на португалски: Marquinhos), е бразилски футболист, който играе на поста крило. Състезател на Ференцварош.

## Кариера

### Ботев Пловдив
На 24 февруари 2021 г. е обявен за ново попълнение на Ботев (Пловдив). Прави своя дебют на 7 март при равенството 2:2 като гост на Левски (София).

### Ференцварош
На 14 февруари 2022 г. подписва с унгарския Ференцварош. Дебютира официално на 19 февруари при равенството 0:0 като гост на МТК.

## Успехи
Атлетико Минейро
- Кампеонато Минейро (1): 2020

 Ференцварош
- Първа унгарска футболна лига (2): 2021/22, 2022/23
- Купа на Унгария (1): 2022